# 聖馬丁國家足球隊
聖馬丁國家足球隊（荷蘭語：Sint Maartens voetbalelftal）前稱荷屬聖馬丁足球代表隊，是聖馬丁海島領地的足球代表隊，由聖馬丁足球協會管理，現時屬於中北美洲及加勒比海足球協會成員國之一，但並非屬於國際足協及成員國之一，因此無法參加世界盃外圍賽，只可以參與CONCACAF有關賽事。